# Сокирко, Владимир Константинович
Владимир Константинович Сокирко (14 мая 1892 — 14 октября 1983) — украинский советский актёр родом из Белогородки на Подолье. Сценическую деятельность начал в 1910 в Одесском театре миниатюр. народный артист Украинской ССР (1946), награждён орденом Ленина (24.11.1960) и орденом Трудового Красного Знамени (30.06.1951).
В 1911 — 13 выступал в труппе Д. Гайдамаки. В 1922 — 30 гг. — актер Киевского театра имени И. Франка, с 1931 в харьковских театрах — Революции и Т. Шевченко (1941 — 43), с 1944 в Черновицком муз.-драматическом Театре им. А. Кобылянской.
Лучшие театральные роли: Микола Задорожный («Украденное счастье» Ивана Франко), Ивоника («Земля» за Ольгой Кобылянской), Лавро Мамай («Дума о Британке» Юрия Яновского), Отелло (в одноименной трагедии Уильяма Шекспира), Вересай («Соло на флейте» И. Микитенко) и др.
Снимался в фильмах, в том числе: «Право на женщину» (1930), «Чёрные дни» (1930), «Мирабо» (1930), «Земля» (1930), «Над Черемошем» (1954).